# Каусамби
Каусамби (англ. Kausambi, хинди कौसाम्‍बि, также Каушамби, Косамби — один из величайших городов Древней Индии, основанный в поздний ведийский период и просуществовавший как крупный торговый и культурный центр до конца правления династии Маурьев. В период Гуптов пришёл в запустение. В период Шунга был столицей вассального государства Ватса. После упадка Шунгов, Ватса стала независимым государством и одной из махаджанапад. Каусамби часто упоминается в историях о жизни Будды.